# Offingen
Offingen er en købstad (markt) i Landkreis Günzburg i Regierungsbezirk Schwaben i den tyske delstat Bayern. Den er administrationsby for Verwaltungsgemeinschaft Offingen.

## Geografi
Offingen ligger i landskabet Donauried mellem Ulm og Donauwörth ved floderne Donau og Mindel. I 1978 blev den tidligere selvstændige kommune Schnuttenbach indlemmet i Offingen. Banelinjen München–Augsburg–Ulm–Stuttgart går gennem kommunen. Banegården i Neuoffingen var tidligere et betydningsfuldt jernbaneknudepunkt.